# تیراندازی ژانویه ۲۰۱۱ بغداد
تیراندازی ژانویه ۲۰۱۱ بغداد حمله‌ای توسط افراد شورشی مسلح بود که ضد نیروهای امنیتی عراق در ۲ ژانویه ۲۰۱۱ به وقوع پیوست و در اثر آن پنج نظامی عراقی جان باختند.